# Arnljotlägden

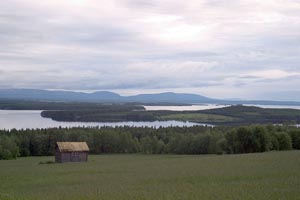
Scendekoren har milsvid utsträckning.

Arnljotlägden, ursprungligen Riselägdan, är ett vallområde i byn Rise på Frösön utanför Östersund som köptes av kompositören Wilhelm Peterson-Berger för uppförandet av hans opera Arnljot som taldrama. Den första föreställningen ägde rum 1935, och med undantag för krigsåren 1940–1944 har dramat spelats på samma plats.